# Saint-Brice (Seine-et-Marne)
Saint-Brice ist eine französische Gemeinde mit 812 Einwohnern (Stand: 1. Januar 2022) im Département Seine-et-Marne in der Region Île-de-France. Sie gehört zum Arrondissement Provins und zum Kanton Provins. Die Einwohner werden Saint-Briçois genannt.

## Geographie
Saint-Brice liegt etwa 79 Kilometer ostsüdöstlich von Paris am Voulzie, der die südliche Gemeindegrenze bildet. Umgeben wird Saint-Brice von den Nachbargemeinden Voulton im Norden, Léchelle im Osten, Sourdun im Süden, Provins im Westen und Südwesten sowie Rouilly im Nordwesten.

## Bevölkerungsentwicklung
| Jahr                      | 1962 | 1968 | 1975 | 1982 | 1990 | 1999 | 2006 | 2012 |
| Einwohner                 | 433  | 474  | 436  | 579  | 730  | 719  | 747  | 663  |
| Quelle: Cassini und INSEE |      |      |      |      |      |      |      |      |

## Sehenswürdigkeiten
- Menhir, Monument historique seit 1945
- Kirche Saint-Brice
- Haus Pierre Dupont aus dem 19. Jahrhundert, heutiges Rathaus

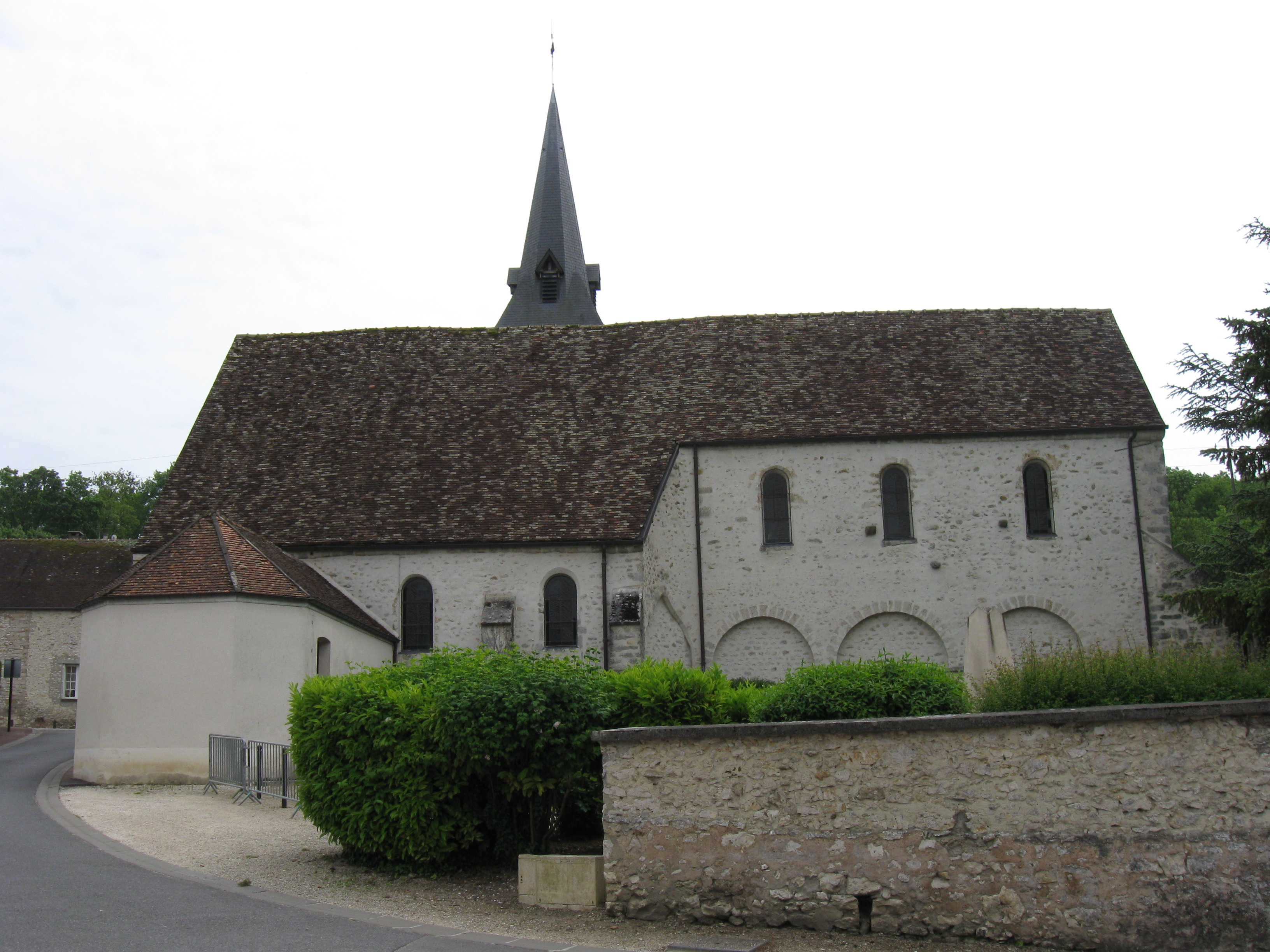
Kirche Saint-Brice

- Brunnen Saint-Edme

## Persönlichkeiten
- Pierre Dupont (1821–1870), Chansonnier, Schriftsteller und Lyriker